# Memecylon leucanthum
Espèce
Statut de conservation UICN

 VU A1c, B1+2c : Vulnérable
Memecylon leucanthum est une espèce de plantes à fleurs de la famille des Melastomataceae endémique du Sri Lanka.

## Publication originale
- Enumeratio Plantarum Zeylaniae 2: 110. 1859.